# Peucedanum dissolutum
Peucedanum dissolutum är en flockblommig växtart som först beskrevs av Friedrich Ludwig Diels, och fick sitt nu gällande namn av H.Wolff. Peucedanum dissolutum ingår i släktet siljor, och familjen flockblommiga växter. Inga underarter finns listade i Catalogue of Life.